# Sparta Rotterdam
Sparta Rotterdam je nizozemski profesionalni nogometni klub iz Rotterdama. Osnovan je 1. travnja 1888. godine što ga čini najstarijim profesionalnim klubom u Nizozemskoj. Jedan je od tri profesionalna kluba iz Rotterdama, uz Excelsior i Feyenoord. U sezoni 2019./20. se natječe u Eredivisie, najvišem rangu nizozemskog nogometa.

## Klupski uspjesi
Osvojili su šest titula prvaka Nizozemske uz tri nacionalna kupa.
- Nizozemska prvenstva (6)
  - Prvak (6): 1908./09., 1910./11., 1911./12., 1912./13., 1914./15., 1958./59.

## Vanjske poveznice
- Službene stranice